# 2009 à Malte
Cet article présente les faits marquants de l'année 2009 à Malte.

## Évènements

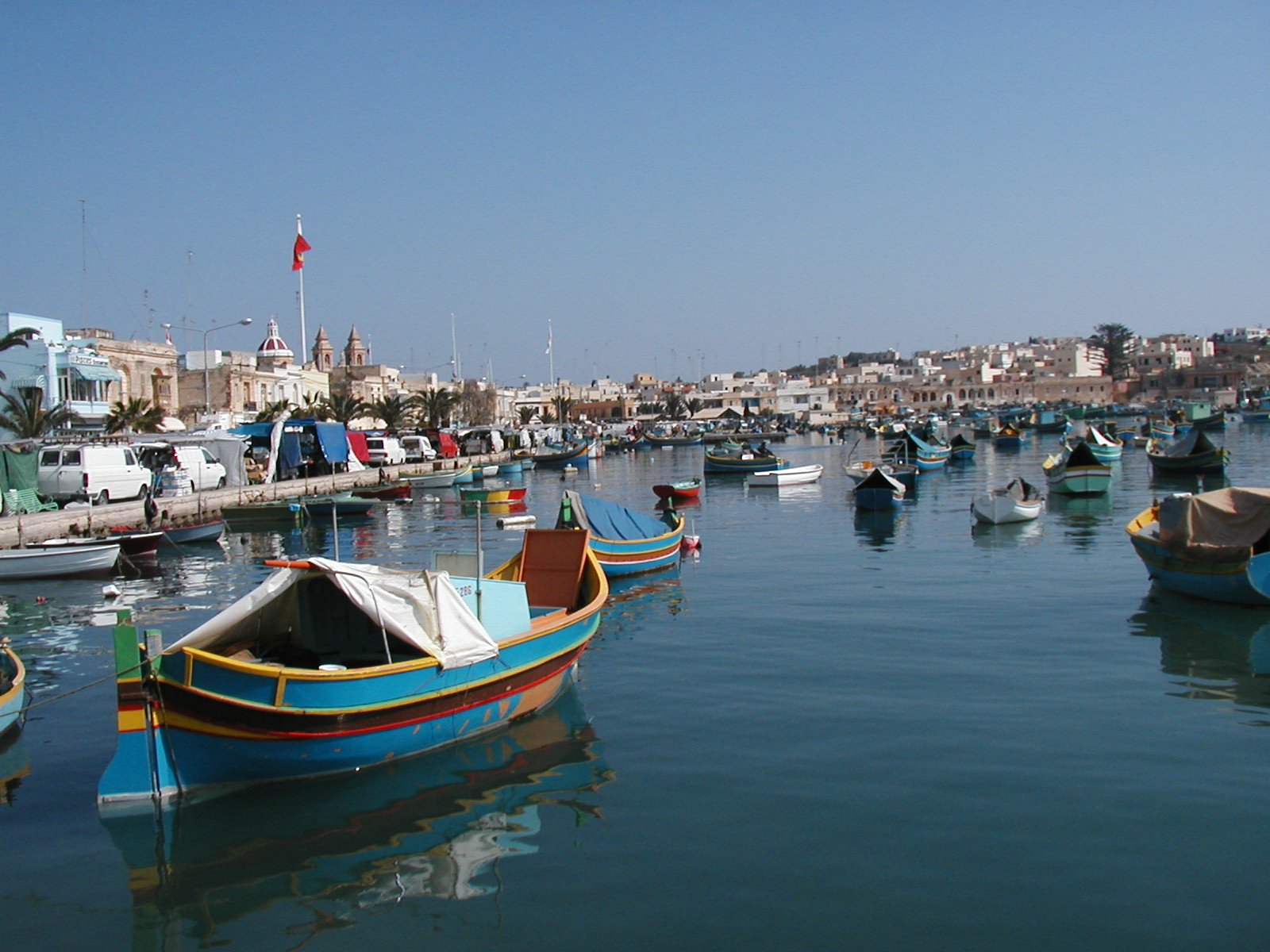
Port et marché de Marsaxlokk (décembre 2005)

### Février
- Dimanche 1er février 2009 : quelque 300 immigrés, dont des femmes et des enfants, sont arrivés ce matin entassés à bord d'un bateau de pêche vétuste dans le port de Marsaxlokk sur les côtes sud de l'île. Il s'agit de la plus importante arrivée de clandestins sur l'île depuis l'été 2007. En 2008, 2 770 immigrés, dont plus de 1 400 Somaliens, sont arrivés à Malte, le plus petit État de l'Union européenne.

- Mercredi 18 février 2009 : un groupe de 227 immigrants clandestins, dont 22 femmes et 5 enfants, entassés dans une embarcation de vingt mètres, est  intercepté par deux bateaux de la marine au large des côtes maltaises. En 2008, un nombre record de 2 775 immigrants clandestins, dont 1 443 Somaliens, est arrivé à Malte, posant des problèmes de surpeuplement dans les centres d'accueil de l'île qui compte seulement 400 000 habitants.

### Juillet
- Jeudi 2 juillet 2009 : deux premiers cas de grippe H1N1 sur deux personnes de retour d'un voyage à Barcelone (Espagne).